# Tetrapterys schiedeana
Tetrapterys schiedeana är en tvåhjärtbladig växtart som beskrevs av Adelbert von Chamisso och Schlecht.. Tetrapterys schiedeana ingår i släktet Tetrapterys och familjen Malpighiaceae. Inga underarter finns listade i Catalogue of Life.